# 蕭山令
蕭山令（1892年6月11日—1937年12月13日），字鐵儂，湖南長沙府益陽縣四方山人，中國抗日將領。

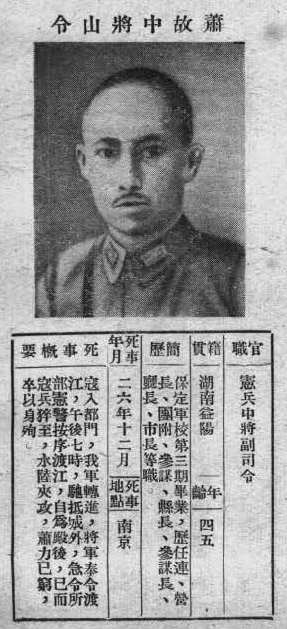
《抗戰軍人忠烈錄》（第一輯）中的蕭山令烈士遺像

蕭山令曾任國民政府憲兵副司令（首都宪兵司令）。1937年11月南京保衛戰中，他领导南京军民抵抗日军进攻，身兼首都警察厅长、战时南京市长、代理南京警备司令、防空司令等职。同年12月13日，南京淪陷，他自殺殉國。萧山令逝世后，中华民国国民政府追晉他為陸軍中將。1984年7月，中華人民共和國政府追認其為烈士。

## 早年生涯

### 家鄉時期
1892年6月11日（清光绪十八年五月十七），蕭山令出生於書香世家。幼承庭訓，知書達理，稍長受到曾國藩治理湘軍之影響，決定投筆從戒，先後畢業於湖南陸軍小學、保定陸軍官學校。初任湘軍排連營長，民國十五年隨國民革命軍北伐，任團附、參謀等識。民國十八年於南京衛戍司令任職。

### 擔任憲兵官職與為人
北伐統一後，國民政府著手整建憲兵，1932年於南京成立憲兵司令部，以谷正倫將軍任司令，蕭山令為總務處長，主管憲兵之編練，成立憲兵兩旅一團，及車站、船舶、郵電等各檢查所，他精心規畫，甚有建樹。1936年，擢升少將參謀長。1937年3月升任副司令。
蕭山令為軍人，但言行舉止，溫文有禮，秉性忠貞，嚴以律己，寬以待人，許多同輩與友人樂於與其交往。

## 南京保衛戰
1937年7月7日，盧溝橋事變爆發，自此抗戰軍興。8月13日，日軍大規模進攻淞滬，企圖沿京滬鐵路直抵南京。國民政府為求長期抗戰，一方面遷都重慶，另一方面調集部署重兵保衛南京。時任憲兵司令谷正倫將軍患病前往武漢治療，因此由蕭山令代理憲兵司令兼首都警備司令、防空司令等職，之後又任兼衛戍長官部副長官、首都警察廳廳長，代理南京市市長等職，因為身兼數職，因此軍務纷繁迫促。之後因淞滬戰場吃緊，蕭山令親率五個憲兵團兵力，留京參加南京保衛戰。舉凡構築工事，維持治安，掃除間諜，均有一定成效。
1937年12月，日軍進犯南京。時駐京國軍兵力採兩線部署；以戰野軍守備南京外圍各據點，以駐京憲兵部隊及中央軍校教導隊守備南京城內各要衝。同月9日，日軍攻占光華門及防空學校，接著進犯光華門至通濟門一線，蕭山令據報派憲兵適時增援友軍，將敵擊退。10日，駐光華門之憲兵，再協助友軍殲滅進犯光華門之日軍。同月11日，日軍軍機為掩護地面作戰，輪番轟炸南京城內國軍各陣地，雙方距離越加接近，憲兵雖然傷亡慘重，依舊堅守陣地不搖。
同月12日，日軍攻城更加急迫，蕭山令下令駐京各憲兵部隊，一方面修補被敵機炸毀之工事，另一方準備巷戰。同日下午，日軍突破南京城防守備，紛紛湧入城內。南京戰局危急，此時便已大勢已去，但蕭山令仍然積極調整部署，不顧一切準備與日軍做最終決戰，誓死與南京共存亡。
正當此時，蕭山令收到首都衛戍長官司令唐生智長官命令：「所有駐京軍警向花旗營集中待命。」12日晚間6時，蕭山令遵命指揮警憲集結南京下關渡江，並限當日晚10時前到達江邊。部隊遵從命令後，循著中山路出挹江門，不料沿途未撤退之民眾及車輛壅塞道路，使得部隊行進大受阻礙。部隊好不容易抵達江邊，卻因為缺乏船隻，無法渡江。蕭山令於是命令部隊分別乘坐木筏渡江，在倉卒間官兵落水者甚多。
不料此時日軍騎兵突然到達，並用機槍掃射濫殺，正欲撤退的軍民，蕭山令聞訊趕到，親眼看到日軍暴行，當下立即振臂高呼殺敵，率領未渡江之軍警部隊與敵奮勇衝殺。蕭山令不幸遭敵射傷，雖負重傷，并许下了“誓死捍卫南京，与中山陵同在！”的誓言。在与日军血战26个昼夜之后，终因众寡悬殊，南京沦陷。蕭山令不愿被俘受辱，於挹江門饮弹自尽，以身殉国，享年45歲。
南京保衛戰是中華民國憲兵建軍以來犧牲最慘烈之戰役，是役參戰憲兵6,400多人，除數百人生還外，其餘自蕭山令以下官兵，皆為國捐軀。